# Bocikî, Horol
Bocikî (în ucraineană Бочки) este un sat în comuna Ștompelivka din raionul Horol, regiunea Poltava, Ucraina.

## Demografie
Componența lingvistică a localității Bocikî
     Ucraineană (96,4%)
     Rusă (3,6%)
Conform recensământului din 2001, majoritatea populației localității Bocikî era vorbitoare de ucraineană (96,4%), existând în minoritate și vorbitori de rusă (3,6%).